# Municipio de Bear Creek No. 4
El municipio de Bear Creek No. 4 (en inglés: Bear Creek No. 4 Township) es un municipio ubicado en el condado de Searcy en el estado estadounidense de Arkansas. En el año 2010 tenía una población de 989 habitantes y una densidad poblacional de 8,15 personas por km².

## Geografía
El municipio de Bear Creek No. 4 se encuentra ubicado en las coordenadas 35°58′16″N 92°37′26″O / 35.97111, -92.62389. Según la Oficina del Censo de los Estados Unidos, el municipio tiene una superficie total de 121.29 km², de la cual 120,84 km² corresponden a tierra firme y (0,37 %) 0,45 km² es agua.

## Demografía
Según el censo de 2010, había 989 personas residiendo en el municipio de Bear Creek No. 4. La densidad de población era de 8,15 hab./km². De los 989 habitantes, el municipio de Bear Creek No. 4 estaba compuesto por el 96,76 % blancos, el 1,42 % eran amerindios, el 0,1 % eran asiáticos y el 1,72 % eran de una mezcla de razas. Del total de la población el 0,71 % eran hispanos o latinos de cualquier raza.